# Maria da Conceição de Souza Cahú
Maria da Conceição de Souza Cahú ou simplesmente Cahú (Floresta, 8 de dezembro de 1944 - Recife, 18 de dezembro de 2006), foi uma das poucas mulheres a publicar trabalhos na imprensa brasileira, entre charges, histórias em quadrinhos e ilustrações, principalmente retratos feitos a bico de pena para o jornal Gazeta Mercantil, técnica na qual foi considerada, por muitos ilustradores, como sendo a melhor artista do Brasil.

## Carreira
Em 1960 mudou-se para o Recife onde ingressou no curso de pintura da Escola de Belas Artes. Iniciou a carreira desenhando cartilhas para orientação de agricultores e ingressou, através de concurso, na SUDENE no Departamento de Áudio Visual que ainda estava sendo estruturado. Após deixar a SUDENE foi para uma agência de publicidade e participou de um Curso de Artes Gráficas promovido pela Universidade Federal de Minas Gerais (1970 e 1971). Nesse período participou de algumas exposições no Recife, Olinda e Caruaru.
Desembarcou em São Paulo em 1973 e, no ano seguinte, começou a trabalhar nas revistas da Editora Abril (Placar, Claudia, Nova, Capricho e Playboy), Visão e Saúde em Debate; em 1975 passou aos jornais Folha de S. Paulo, Jornal da Tarde, Gazeta Mercantil e DCI (Diário Comércio Indústria & Serviços), última empresa que atuou em São Paulo.
A artista também se dedicou ao carnaval, em especial a Ala da Memória Corinthiana, da Gaviões da Fiel, onde era responsável pela elaboração das fantasias. Entre 1977 e 1984, desenhou o figurino da Escola de Samba Pérola Negra.
Depois de anos de carreira, voltou-se para as pinturas a óleo, aquarelas, guaches e realizou várias exposições, em São Paulo, Recife e em sua cidade natal.
Em 2006, faleceu devido ao câncer.

## Prêmios e homenagens
A artista era apaixonada por futebol e torcedora do Corinthians, tendo sido homenageada com o título de Cidadã Corinthiana, em Sessão Solene da Câmara Municipal de São Paulo, em 2005.
Em agosto de 1992, Cahú obteve o primeiro lugar no 19.º Salão Internacional de Humor de Piracicaba (SP) na categoria Quadrinhos, com a mini-HQ Uma História de Amor.
Suas obras continuam sendo expostas mesmo após sua morte, em exposições na Galeria de Artes Ronaldo White, em Garanhuns, e na Galeria Ana das Carrancas, em Petrolina, ambas em Pernambuco.